# Kaiman-Klasse
Die Kaiman-Klasse war eine Klasse von insgesamt 24 Hochseetorpedobooten der Österreichisch-Ungarischen Marine vor und im Ersten Weltkrieg.
Das Typschiff, die Kaiman, wurde 1905 bei Yarrow Shipbuilders in London gebaut. Die nächsten 13 Boote liefen 1906 und 1907 bei Stabilimento Tecnico Triestino (STT) in Triest vom Stapel. Zehn weitere Boote wurden schließlich bei der Danubius-Werft der Firma Ganz & Co. in Fiume gebaut und liefen 1908 und 1909 von Stapel. 1914 erhielten die Boote die Kennungsnummern 50 bis 73, mit einem Zusatzbuchstaben (E, T, oder F), der die Bauwerft bezeichnete.

## Technische Daten

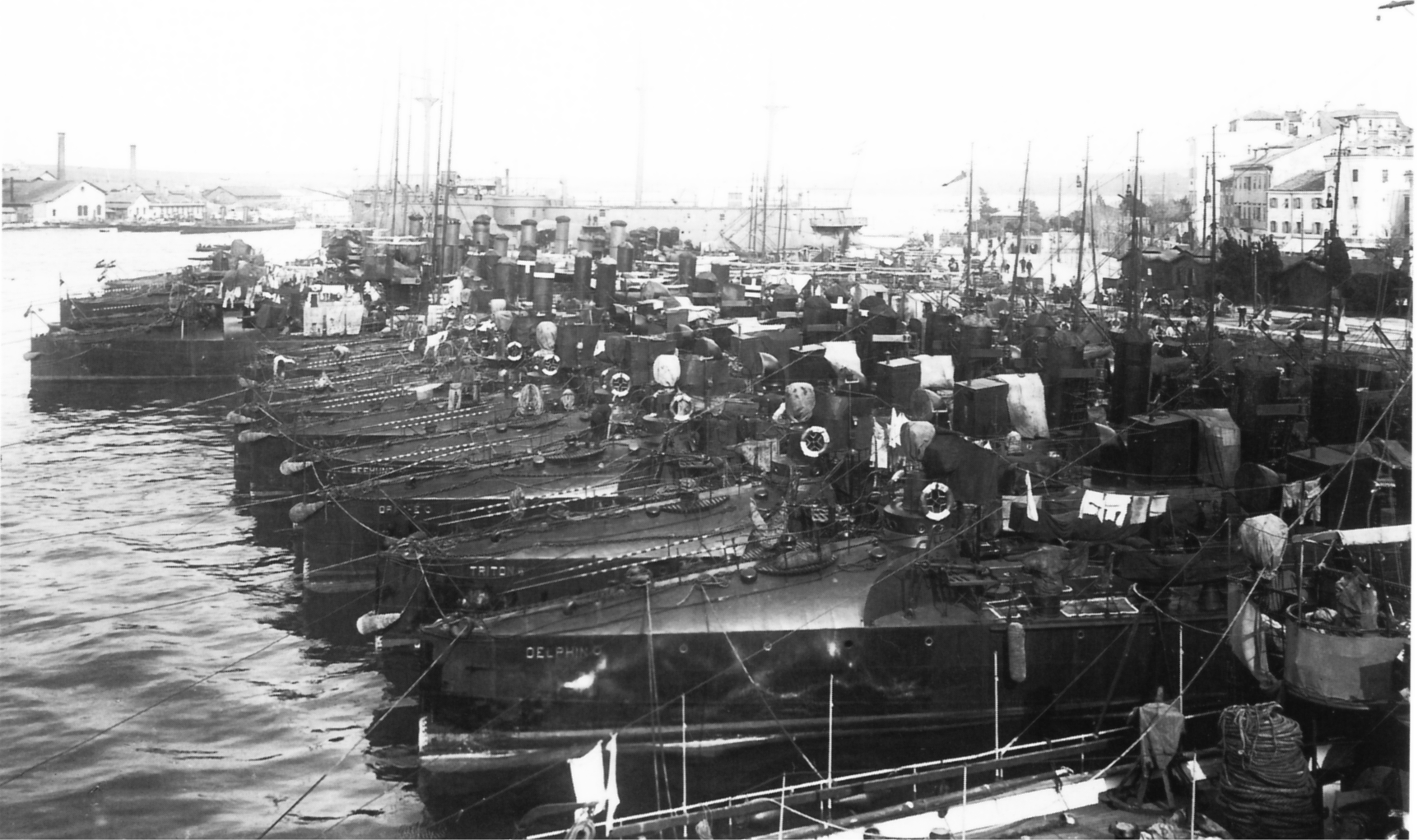
Torpedoboote der Kaiman-Klasse im Kriegshafen Pola. Von vorne nach hinten: Delphin (56T), Triton (64F), Drache (62T), Seehund (55T), Polyp (69F), Greif (63T) und weitere.

Die Boote waren 56 Meter lang und 5,4 m breit, hatten 1,35 m Tiefgang und verdrängten 210 Tonnen. Zwei Yarrow-Wasserrohrkessel erbrachten 3000 PS und eine Höchstgeschwindigkeit von 26,2 Knoten. Die Bewaffnung bestand aus drei 45-cm-Doppeltorpedorohren sowie vier 4,7-cm-L/33-Schnellladekanonen. Die Besatzung zählte drei Offiziere und 35 Mann.

## Erster Weltkrieg
Die für die Hochsee konzipiertem Torpedoboote kamen kaum zum Einsatz, da die Alliierten die Straße von Otranto (Otranto-Sperre) blockierten. Die Italiener hatten schon vor ihrem Kriegseintritt, im Dezember 1914, das Otranto gegenüberliegende Vlora eingenommen.
Nennenswert ist ein Einsatz zur Bombardierung der montenegrinischen Küste am 8. August 1914, das durch Boot 72 F unterstützt wurde. Die Torpedoboote unterstützten zudem weitere Einsätze der Zerstörer der Österreichisch-Ungarischen Marine, so am 1. März 1915 die Versenkung der königlichen Yacht Rumija. Am 9. September 1915 wurde 51 T torpediert, konnte aber in einen Hafen geschleppt werden.  Am 14. Juli 1916 konnten 65 F und 66 F das U-Boot Balilla vor Lissa versenken. Beim Seegefecht in der Straße von Otranto vom 15. Mai 1917 waren 54 T, 73 F und ein weiteres Boot der Kaimanklasse beteiligt.
Alle 24 Boote der Kaiman-Klasse überstanden den Krieg.

## Verbleib
Die insgesamt 24 Boote wurden nach Kriegsende an die Siegermächte ausgeliefert.
- Die Alligator (52T) wurde, inzwischen in italienischem Besitz, am 17. Oktober 1919 in einer schweren Bora in der Bucht Sette Kastelli bei Split auf den Strand geworfen und 1921/22 verschrottet.
- Vier Boote – 54T (ex-Wal), 60T (ex-Schwalbe), 61T (ex-Pinguin) und 69F (ex-Polyp) – wurden in die neue jugoslawische Marine übernommen und von dieser im März 1920 in Dienst gestellt. Sie erhielten die Nummern T12, T9, T10 und T11 und dienten bis 1924 (T9, T10 und T12) bzw. bis 1926 (T11, ex-Polyp) und wurden 1928 (T12, ex-Wal) bzw. 1936 abgewrackt.
- Die restlichen 19 Boote wurden nach dem Beschluss des Alliierten Marinerats in Paris Ende Januar 1920 über die Verteilung der Schiffe der ehemaligen k.u.k. Kriegsmarine an Großbritannien ausgeliefert, zum Abbruch an die Cantiere Navale di Scoglio Olivi in Pola verkauft und 1920 dort abgewrackt.

## Liste der Einheiten
| Boot            | Stapellauf         | Übernahme          | Verbleib                                                                                                |
| --------------- | ------------------ | ------------------ | --- |
| Kaiman (50E)    | 2. Juni 1905       | 14. September 1905 | 1920 an Großbritannien ausgeliefert und in Pola abgewrackt                                              |
| Anakonda (51T)  | 7. Mai 1906        | 21. September 1906 | 1920 an Großbritannien ausgeliefert und in Pola abgewrackt                                              |
| Alligator (52T) | 30. Juni 1906      | 31. Dezember 1906  | Italienische Kriegsbeute; am 17. Oktober 1919 in schwerer Bora bei Split gestrandet; 1921/22 abgewrackt |
| Krokodil (53T)  | 25. Juli 1906      | 31. Dezember 1906  | 1920 an Großbritannien ausgeliefert und in Pola abgewrackt                                              |
| Wal (54T)       | 10. September 1906 | 15. Juni 1907      | 1919 als T12 an Jugoslawien, 1924 außer Dienst gestellt, 1928 abgewrackt                                |
| Seehund (55T)   | 15. September 1906 | 15. Juni 1907      | 1920 an Großbritannien ausgeliefert und in Pola abgewrackt                                              |
| Delphin (56T)   | 29. November 1906  | 15. Juni 1907      | 1920 an Großbritannien ausgeliefert und in Pola abgewrackt                                              |
| Narwal (57T)    | 17. Dezember 1906  | 15. Juni 1908      | 1920 an Großbritannien ausgeliefert und in Pola abgewrackt                                              |
| Hai (58T)       | 23. März 1907      | 15. Juni 1908      | 1920 an Großbritannien ausgeliefert und in Pola abgewrackt                                              |
| Möve (59T)      | 30. März 1907      | 15. Juni 1908      | 1920 an Großbritannien ausgeliefert und in Pola abgewrackt                                              |
| Schwalbe (60T)  | 9. April 1907      | 20. März 1909      | 1919 als T9 an Jugoslawien, 1924 außer Dienst gestellt, 1936 abgewrackt                                 |
| Pinguin (61T)   | 18. April 1907     | 20. März 1909      | 1919 als T10 an Jugoslawien, 1924 außer Dienst gestellt, 1936 abgewrackt                                |
| Drache (62T)    | 13. Juli 1907      | 20. März 1909      | 1920 an Großbritannien ausgeliefert und in Pola abgewrackt                                              |
| Greif (63T)     | 8. Juli 1907       | 20. März 1909      | 1920 an Großbritannien ausgeliefert und in Pola abgewrackt                                              |
| Triton (64F)    | 18. Juli 1908      | 31. Dezember 1908  | 1920 an Großbritannien ausgeliefert und in Pola abgewrackt                                              |
| Hydra (65F)     | 11. Oktober 1908   | 19. Januar 1909    | 1920 an Großbritannien ausgeliefert und in Pola abgewrackt                                              |
| Skorpion (66F)  | 15. November 1908  | 22. Januar 1909    | 1920 an Großbritannien ausgeliefert und in Pola abgewrackt                                              |
| Phönix (67F)    | 10. Januar 1909    | 3. August 1909     | 1920 an Großbritannien ausgeliefert und in Pola abgewrackt                                              |
| Krake (68F)     | 7. Februar 1909    | 15. September 1909 | 1920 an Großbritannien ausgeliefert und in Pola abgewrackt                                              |
| Polyp (69F)     | 17. April 1909     | 15. September 1909 | 1919 als T11 an Jugoslawien, 1936 abgewrackt                                                            |
| Echse (70F)     | 8. Mai 1909        | 15. Juni 1910      | 1920 an Großbritannien ausgeliefert und in Pola abgewrackt                                              |
| Molch (71F)     | 14. Juli 1909      | 15. Juni 1910      | 1920 an Großbritannien ausgeliefert und in Pola abgewrackt                                              |
| Kormoran (72F)  | 15. November 1909  | 5. März 1010       | 1920 an Großbritannien ausgeliefert und in Pola abgewrackt                                              |
| Alk (73F)       | 2. Oktober 1909    | 15. Juni 1910      | 1920 an Großbritannien ausgeliefert und in Pola abgewrackt                                              |